# Paraprotomyzon
Genre
Paraprotomyzon est un genre de poissons d'eau douce téléostéens de la famille des Gastromyzontidae (ordre des Cypriniformes).

## Répartition
Les cinq espèces listées ci-après sont toutes originaires de Chine.

## Liste des espèces
Selon FishBase (8 septembre 2023) :
- Paraprotomyzon bamaensis Tang, 1997
- Paraprotomyzon lungkowensis Xie, Yang & Gong, 1984
- Paraprotomyzon multifasciatus Pellegrin & Fang, 1935
- Paraprotomyzon niulanjiangensis Lu, Lu & Mao, 2005
- Paraprotomyzon yunnanensis Li, Lu & Mao, 1998

Cette dernière espèce est mentionnée en 2012 par Maurice Kottelat sous le taxon « ? Beaufortia yunnanensis ». La présence du point d'interrogation indique un doute et Kottelat note en synonyme le taxon valide reconnu de Paraprotomyzon yunnanensis.

## Systématique
Le nom valide complet (avec auteur) de ce taxon est Paraprotomyzon Pellegrin & Fang (d), 1935,.

## Étymologie
Le nom générique, Paraprotomyzon, composé du grec ancien παρά, pará, « à côté de, auprès de », et du genre Protomyzon, fait référence à la similitude de l'ouverture branchiale allongée et des nageoires ventrales séparées de Paraprotomyzon multifasciatus avec celles des espèces du genre Protomyzon.

## Publication originale
- (en) Jacques Pellegrin et Lee-Shing Fang, « A new homalopteroid, Paraprotomyzon multifasciatus, from eastern Szechuan, China nov. gen. nov. sp. », Sinensia, Nankin, vol. 6, no 2,‎ avril 1935, p. 99-107 (ISSN 1000-9256).